# Zlatník

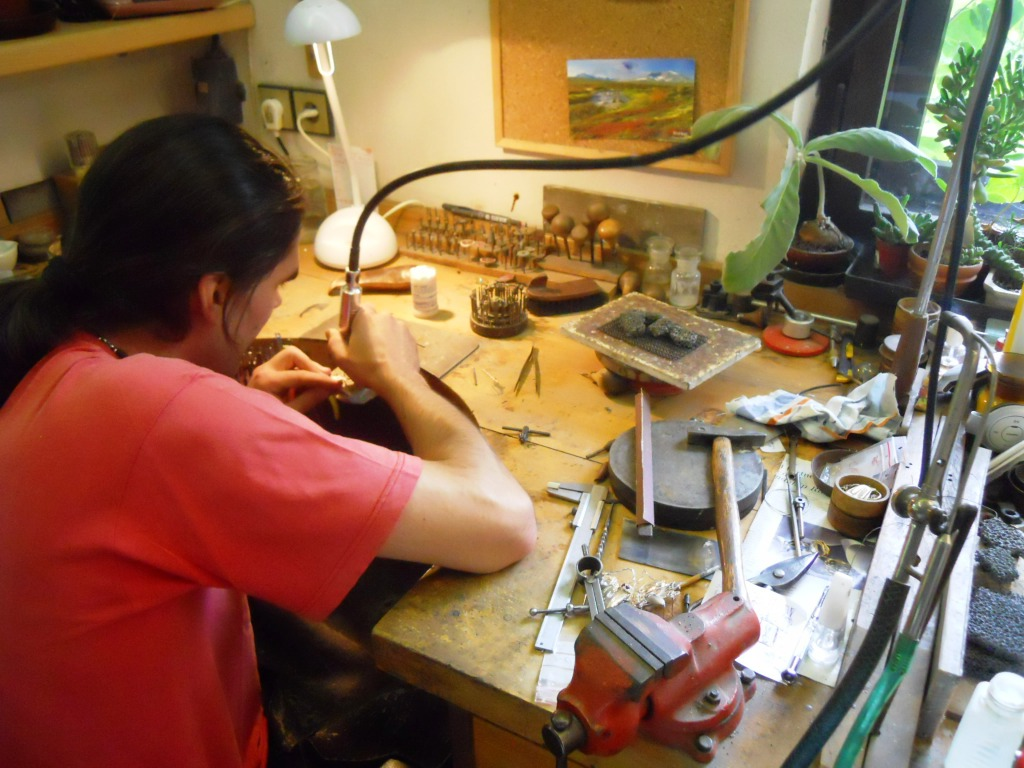
Zlatník při práci

Zlatník je řemeslník, který se živí zlatnictvím. Ručně zhotovuje zlaté šperky, klenoty, řády, vyznamenání, nádobí, náčiní nebo jiné předměty z drahých kovů.

## Historie

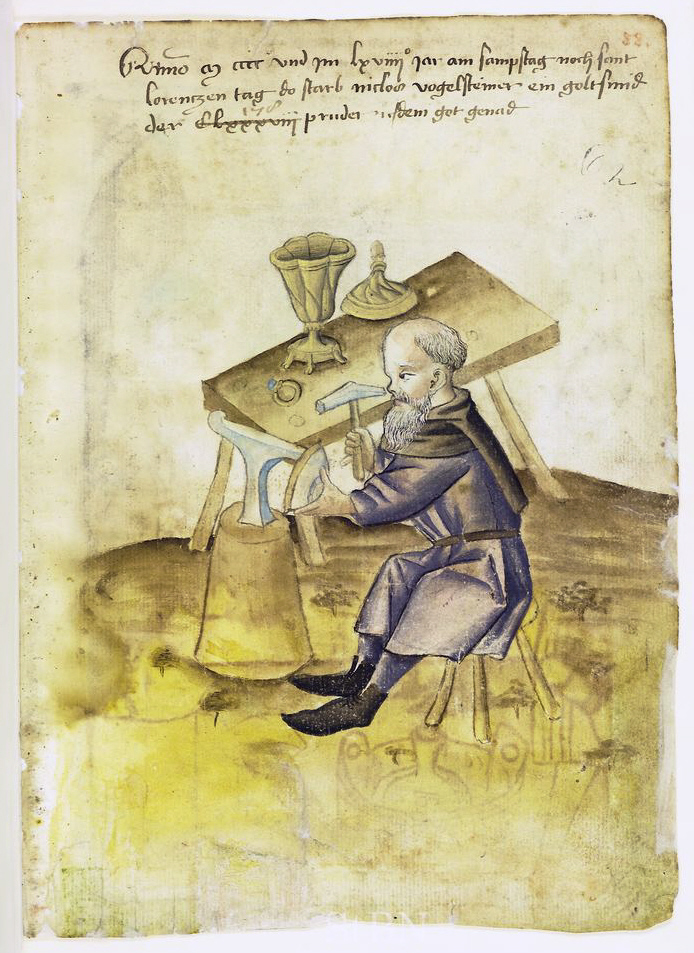
Zlatník vytepává misku, Norimberk 1469

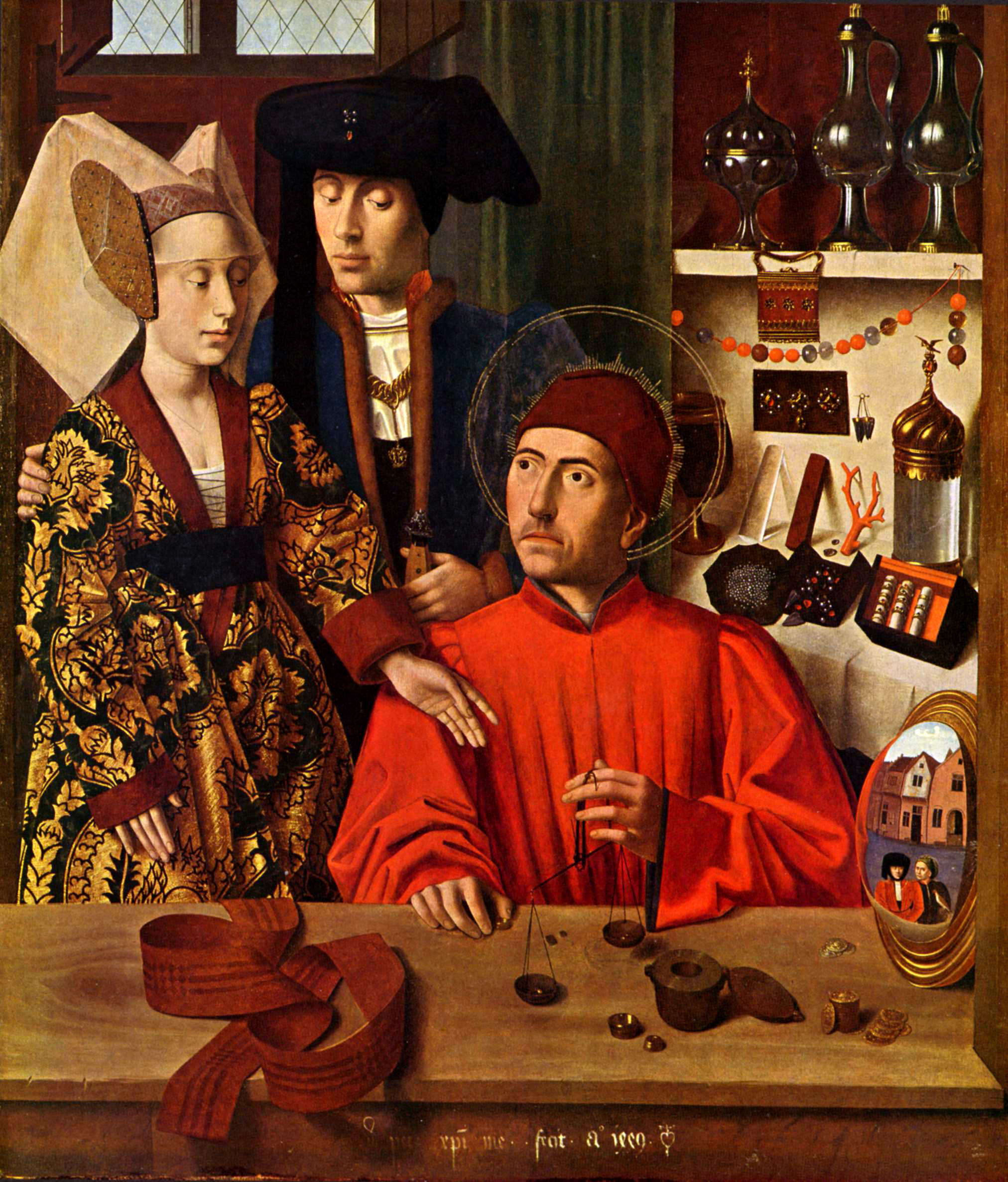
Sv. Eligius ve své dílně, malba Petrus Christus, 1449

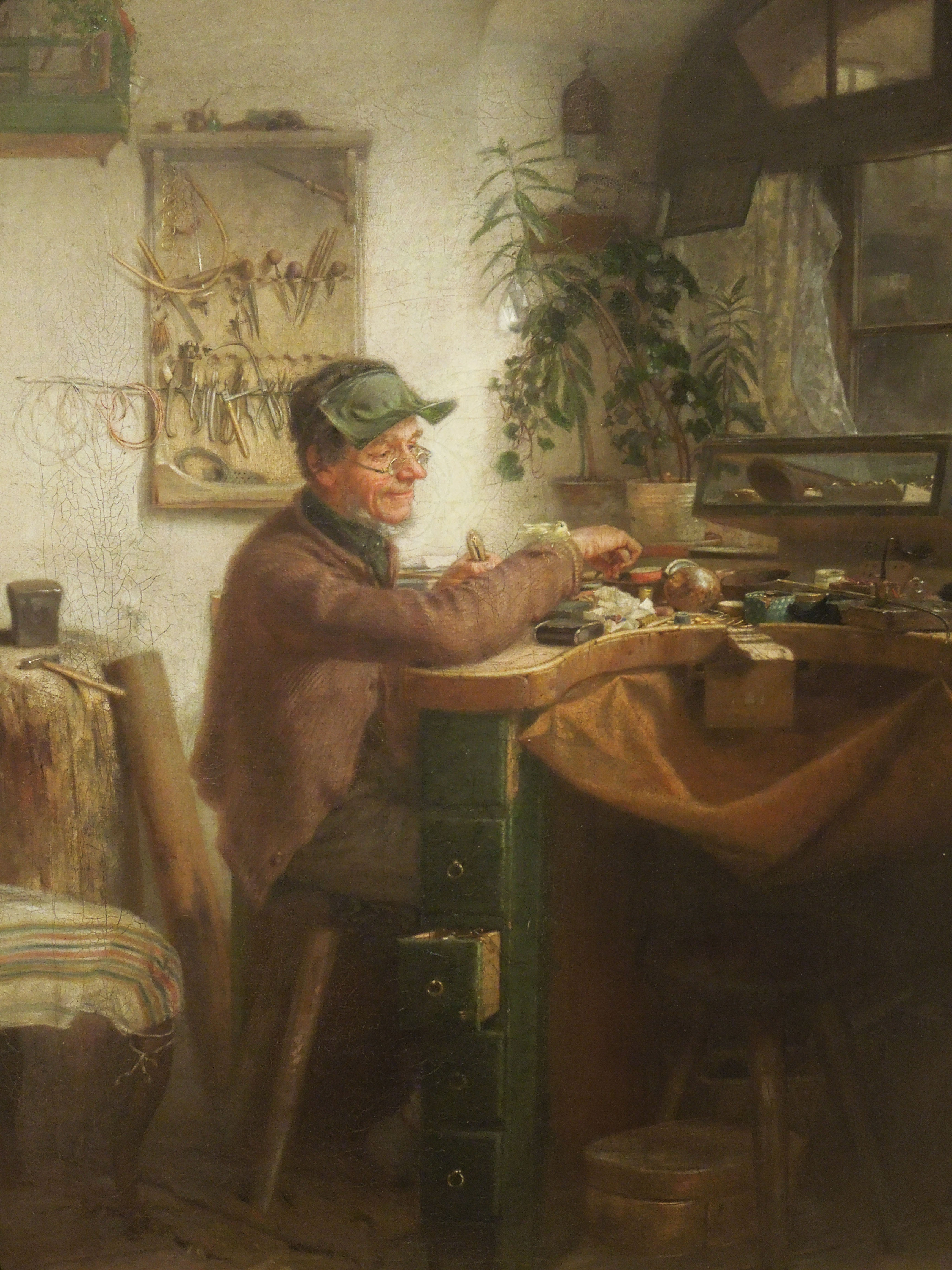
Quido Mánes: Zlatník, olejomalba

Zlatnictví patří mezi velmi stará řemesla, známá od pravěku. Zlatníci pracovali již v době bronzové, na keltských oppidech, ve starověkém Egyptě či ve velkých orientálních říších, jakými byla Mezopotámie, Persie nebo Čína. Dále vynikli zlatníci v antickém Řecku a Etrurii a Římě, kde se tepání a cizelování nazývalo toreutika.
Od středověku do poloviny 19. století se evropští zlatníci ve městech sdružovali do profesních spolků, zvaných cechy, které měly funkci zkušební komise a jmenování mistrů, kontroly kvality zlatnické práce, ryzosti kovů, často i sociálního zabezpečení rodin svých členů. Nejstarší zlatnické cechy vznikaly ve 12.–13. století v Itálii, ve Francii a v Anglii.
České země
Prvním jménem známým zlatníkem na českém území byl Kojata (Koiata aurifex), který kolem roku 1053 patřil mezi služebníky kolegiátní kapituly ve Staré Boleslavi. První bratrstvo zlatníků bylo založeno roku 1324 na Starém Městě pražském, a brzy byl jeho statut změněn na cech. Jeho působnost od počátku určovaly psané předpisy, které se staly vzorem i pro cech zlatníků vídeňských. Během 15. a 16. století vznikaly v českých zemích další zlatnické cechy, nejprve v Kutné Hoře, Chebu, Brně, Olomouci, Plzni, Českých Budějovicích, Mostě, Opavě, a dále sdružené cechy jako v Jihlavě. Všeobecně byly cechy zrušeny pod nátlakem svobodného podnikání a průmyslu kolem roku 1850 a nahrazeny dobrovolnými sdruženími, zvanými Grémia.

## Techniky
Zlatnictví zpracovává zlato nebo platinu pomocí mnoha výrobních a výzdobných technik. Ve větších dílnách (provozech) se zlatníci specializovali a specializují, a proto se rozlišovali nebo dosud rozlišují:
- zlatolitci, kteří zlato taví a legují je s mědí či s dalšími příměsemi.
- montéři, kteří zhotovují šperky,
- zasazovači čili faséři, kteří zasazují drahé kameny,
- rytci čili gravéři, kteří se dělí podle toho, zda používají ruční nástroje nebo mechanické stroje
- leštiči

a další.
Šperkaři-montéři se podle typu a druhu zhotovovaných šperků mohou ještě dále specializovat na:
- prstenáře,
- klenotníky, kteří vyrábějí klenoty, šperky s drahými kameny
- granátníky, zhotovující šperky s českými granáty,
- řetězáře, kteří se specializují na ozdobné řetězy a řetízky,

a další.
Příbuzná řemesla jsou:
- zlatotepec roztepával zlaté destičky na tenké fólie (pozlátko), dnes normalizované velikosti a vázané zpravidla po 10 kusech do tzv. knížek
- stříbrník zhotovuje stříbrné předměty, a to světské nebo chrámové (tj. liturgické a votivní) nádobí, náčiní a nářadí, stříbrný šperk, drobné osobní předměty jako pouzdra, hole, oděvní doplňky a jinou stříbrnou galanterii. Historicky bylo povolání stříbrníka často spojeno se zlatnickým a ozdobnickým, například v pražském nebo vídeňském cechu.
- ozdobník se v cechovním období česky označoval výrobce galanterie, který pracoval s drahými či jinými kovy v kombinaci s různými anorganickými či organickými materiály. Montoval například do rámečků z drahých kovů kožené váčky, slonovinové, želvovinové či kostěné hřebeny, hlavičky dýmek, toaletní zrcadla, pouzdra z leštěných destiček dřeva, dekorativních kamenů apod.
- pasíř zhotovuje podobné předměty jako zlatník či stříbrník, ale z ušlechtilých nebo obecných kovů.
- výrobce bižuterie zhotovuje zpravidla z průmyslových prefabrikátů kovový, skleněný nebo plastový šperk.

## Materiál
Zlatnickým materiálem je nejčastěji zlato různé ryzosti dané různým legováním. Ryzí zlato je velmi měkké, proto se ve šperkařství obvykle leguje mědí ("červené zlato") a stříbrem ("žluté nebo zelené zlato"). Vzácněji se užívají slitiny zlata a platiny, niklu a dalších kovů ("bílé zlato"). Historicky běžné ryzosti zlata jsou dukátové zlato 986/1000, 900/1000 a 750/1000 (18 karátů). Nejužívanější ryzost zlata je 585/1000 čili 14 karátů, což je poslední přípustná ryzost, která ještě podléhá puncovní povinnosti. Slitiny s nižším podílem zlata se již nesmí nazývat zlato. Ryzosti 250 (6 karátů) a 333 (8 karátů) nejsou drahým kovem; v českých zemích se někdy označovaly jako granátové nebo nové zlato.
Ryzost je úředně schvalovaný údaj, který kontroluje a potvrzuje Puncovní úřad příslušného kraje. Každý nový zlatý výrobek musí být opatřen úředním puncem. Pro historické šperky, na nichž by vyražení puncovní značky mohlo způsobit poškození konstrukce či výzdoby, Puncovní úřad vydává písemný certifikát o ryzosti, na němž musí být vyznačena hmotnost zkoušeného předmětu s přesností na desetiny gramu, označení výrobku a zadavatele certifikátu.
Protože zlatník pracuje s velmi drahým materiálem, musí se pečlivě starat, aby nic nespadlo na zem, shromažďovat piliny a odřezky, které se jednou za čas roztaví, vyzkoušejí na ryzost a ve větších provozovnách je dělník musí přesně na váhu odevzdat. Povolená ztráta činí jen několik procent.

## Pracovní místo a nástroje

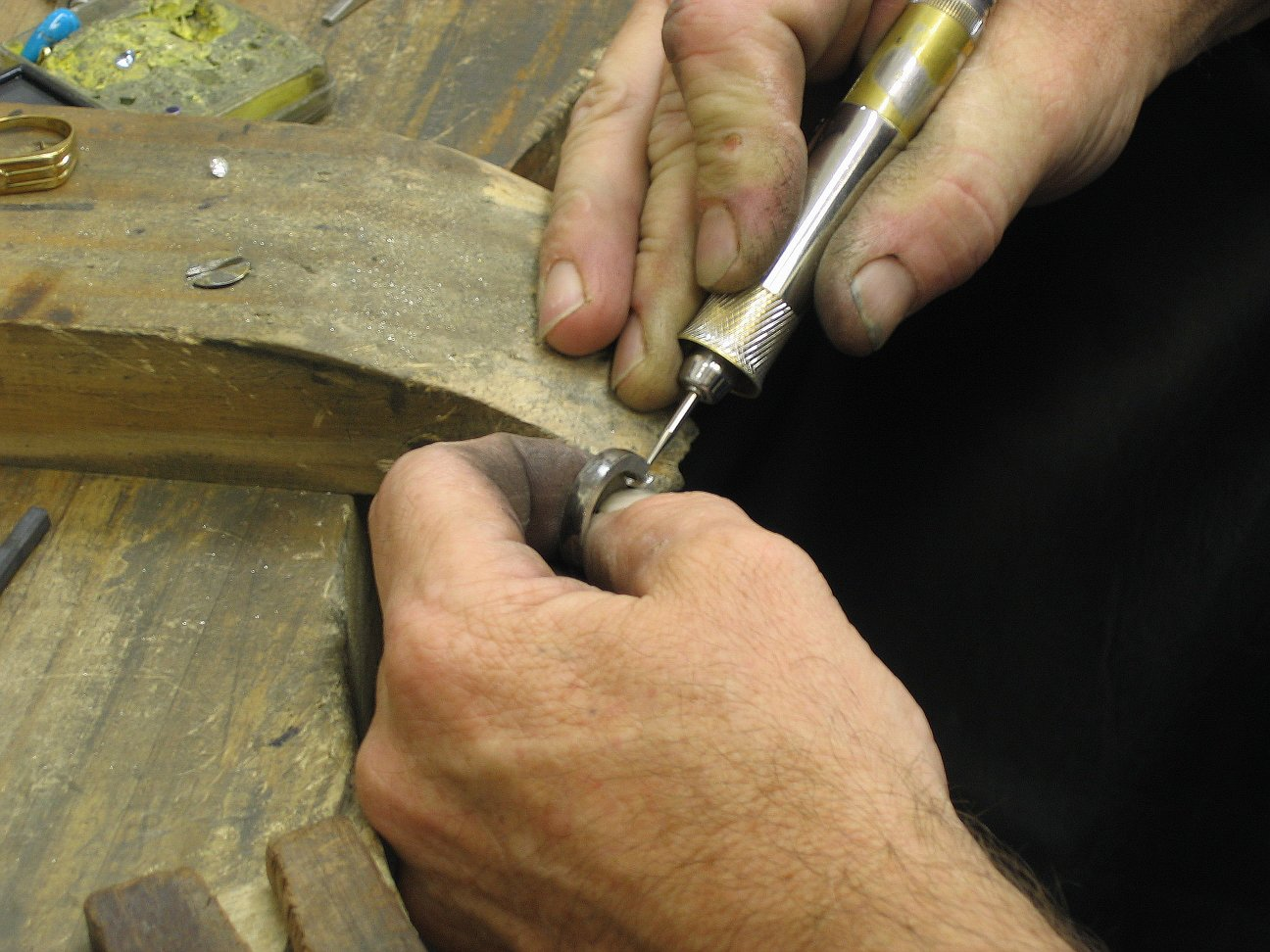
Práce na trnu (prsten)

Zlatník pracuje u stolu (pret) s půlkruhovým výřezem, v němž je zástěra (šosfel), aby zlaté piliny nepadaly na zem. Sedí na nízké stoličce, takže má stůl ve výši prsou. Uprostřed výřezu je ve stole zasazen dřevěný trn (fajnágl), o nějž si dílo opírá.
Montér užívá běžné nástroje, pilníky, jehlové pilníčky, různé tvary kleští, lupenkovou pilku, různé škrabáky (šábry) na odstranění rýh po pilníku, na vrtání se dříve užíval zvláštní svidřík (trail). Důležitým nástrojem je plamen, jednou košatý, jindy ostrý a bodový. Tradičně to byl lihový kahan a dmuchavka, později plynové pistole s vestavěnou dmuchavkou, dnes obvykle hořáky na kapalný plyn. Dílo přitom leží na plochém kusu dřevěného uhlí, dnes obvykle na lisované cihličce čili uhlu.

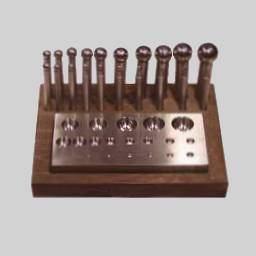
Zápustka s kulovými čakany

Kromě toho užívá zlatník různě tvarované kovadlinky a cizelérská kladívka, která se vyznačují různými tvary a průřezy mlátku, kadluby pro tepání trojrozměrných předmětů, trny na zakulacování prstenů (ringrýgl), různé čakany (punzn) na vytloukání tvarů z plechu a odpovídající tvarové zápustky (anka). Jednodušší tvary se vytloukají na olověném špalíku, pro složitější tvarování se plech nalepí na prkénko s vrstvou ševcovské smoly. Z větších strojů používá ruční válcovací stolici (valcna) na plech a na dráty. Důležitá vždy bývala stavba tavicí pece s odtahem spalin do komína, kleště, dmychadla a pohrabáče. Do výhně se vkládají speciální keramické nádobky na slévání kovů, malé testovací misky z bílé hlíny zvané kapelky, vysoké a často trojboké tyglíky bývaly pálené z režné hlíny s příměsí tuhy. Dále se užívá ruční lis. Na přípravu tvarovaných drátků a trubiček se užívají ruční provláčky (cíhajzn), případně protahovací stolice, zvaná protahovačka, jejímž základem je deska s otvory různých tlouštěk a profilů.
Zasazovač pracuje hlavně s různě tvarovanými rydly (štychl) a ručními tlačidly (drukr). Dílo drží v dřevěné svěrce nebo si je připevňuje pryskyřičným tmelem na dřevěný držák (kitštok). Kameny si podává tyčinkou s voskem (vaksštift) a dílo zaprašuje plavuňovým práškem, aby se nelesklo. Rytec má jiná rydla pro rytí na ploše a používá ryteckou kouli, aby si práci mohl libovolně naklonit, případně kulový svěrák na prsteny.

## Technologie

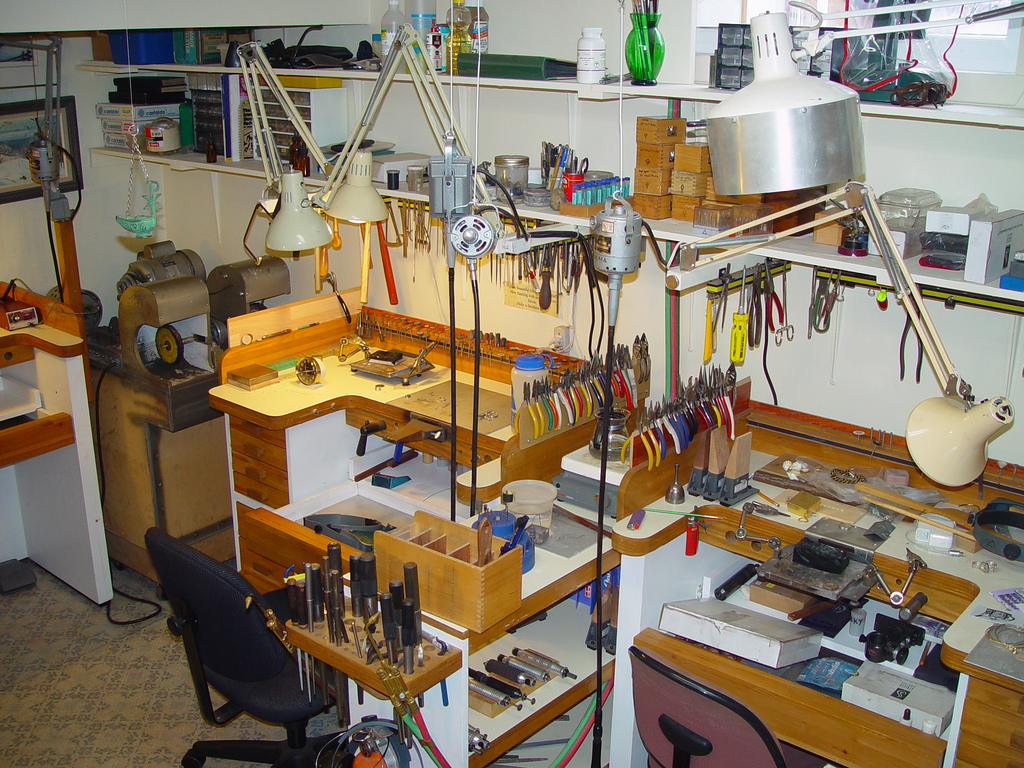
Moderně vybavená zlatnická dílna

Zlatník vyrábí šperk od začátku až do konce a používá mnoho různých technik. Pokud má pracovat s doneseným materiálem, musí jej nejprve roztavit, případně i legovat (stříbrem, mědí atd. k dosažení potřebné ryzosti a barvy). Menší množství se taví na uhlu, větší v peci a v tyglíku. Slitý materiál se nejdříve rozková, potom válcuje na plech nebo na čtverhranný drát, tenčí profily se vyrábějí ručním protahováním průvlačkou. Během zpracování se materiál žíhá a ochlazuje vodou nebo lihem. Některé typy šperků, například pečetní prsteny, se odlévají do formy, buď odstředivým litím do sádrové formy, nebo nahrubo do sépiové kosti.
Vlastní montáž zahrnuje přípravu součástek (obruby na kameny, ozdoby a přístavky, obroučka pro prsten atd.), které se pak spájejí na tvrdo, zlatou nebo stříbrnou pájkou příslušné ryzosti. Na pájená místa se štětcem, namočeným v tavidle (borax rozetřený s vodou nebo speciální vodička), nakladou malé ústřižky pájky a celé dílo se plamenem spájí. Po spájení se výrobek zbaví tavidla mořením (zředěnou kyselinou sírovou), opiluje, oškrabe a ohladí jemným smirkovým papírem.
Kameny se zasazují do obruby (cargle), na příchytky (krapny), klenotnickým způsobem na zrnka do čtverečku, případně i temováním a podobně. Nejjednodušší je zasazování na krapny: kámen se vloží na obrubu a příchytky přes něj ohnou; přesahující kousky krapen se odříznou a zapilují. Do obruby se pro kámen musí nejprve rydlem připravit lůžko (justovat), pak se kámen do lůžka vtlačí a zeslabený okraj obruby postupně kolem dokola přehne. Nakonec se okraj ještě opiluje a začistí. Při zasazování na zrnka se připraví lůžko a pak se zvláštním rydlem vypíchnou v rozích čtverečku čtyři zrnka, která kámen drží na místě. Celá zbývající plocha čtverečku se pak jinými rydly vyčistí a okraj čtverečku ozrnkuje (milgrif).
Zvláštní techniku představuje výroba řetízků a řetězů. Běžné řetízky se vyrábějí strojem, ručně jen některé masivnější ploché řetězy (pancr) a tzv. waleské řetízky, které vypadají jako kroucená šňůra. Vyrábějí se z tenkostěnných trubiček, montují a pájejí i ručně. Jinou speciální technologií je výroba granátových šperků, kde se používají i jiné techniky zasazování.
V současnosti se stále víc užívá strojních technik, hlavně lisování a odstředivého lití do přesných forem. Montéři pak jen součástky spájí dohromady.
Leštění může být
- ruční, obvykle achátovým hladítkem,
- mechanické, otáčivými kartáči a kotouči s lešticí pastou,
- v otáčivém bubnu, naplněném drobnými ocelovými kuličkami,
- galvanické odzlacování.

## Slavní zlatníci evropské historie
- Svatý Eligius († 660), patron zlatníků
- Theofil Presbyter (12. stol.) alias Roger z Helmarhausenu
- Mikuláš z Verdunu (1180–1250), zlatník a emailér
- Albrecht Dürer starší, zlatník a grafik v Norimberku, otec stejnojmenného malíře, grafika a kreslíře
- Albrecht Dürer mladší (1471–1528), rytec, malíř a kreslíř v Norimberku
- Johannes Gutenberg (1397–1468), vynálezce knihtisku v Mohuči
- Lorenzo Ghiberti (1378–1455), zlatník a sochař
- Wenzel Jamnitzer, zlatník doby renesance v Norimberku
- Benvenuto Cellini (1500–1571), zlatník a sochař
- Giacomo Giovanni Billiverti (1550–1603), zlatník období manýrismu, působící ve Florencii
- Paulus van Vianen (1570–1613), stříbrník, rytec a kreslíř v Praze, Salcburku a Mnichově
- Luigi Valadier (1726–1785), italský zlatník a klenotník
- Josef Carl von Klinkosch (1822–1888), rakouská stříbrnická firma ve Vídni
- Carl Fabergé (1846–1920), ruský zlatník hugenotsko-německého původu

## Slavní historičtí zlatníci v českých zemích
- Kojata (zlatník) – nejstarší český jménem doložený zlatník, pracoval kolem roku 1053
- Prowod z Michle a Janis z Michle – zlatníci Vyšehradské kapituly ve 12. století
- Hanuš z Kolína – dvorní zlatník císaře Karla IV.
- Mikuláš Müller – dvorní zlatník císaře Rudolfa II.
- Jan Vermeyen – dvorní zlatník a klenotník císaře Rudolfa II.
- Herzig van Bein – stříbrník a designér emailových ornamentů císaře rudolfa II.
- Paulus van Vianen – zlatník císaře Rudolfa II.
- Andreas Osenbruck – zlatník a klenotník císařů Rudolfa II. a Matyáše
- Rinaldo Ranzoni – stříbrník vrcholného baroka
- Jan Packeny – zlatník vrcholného a pozdního baroka v Praze
- Jan Ferdinand Schachtel – zlatník, stříbrník a klenotník vrcholného baroka v Praze
- Kašpar Gschwandtner – zlatník a stříbrník pozdního baroka v Praze
- Jeroným Grohmann – zlatník a stříbrník doby klasicismu a historismu v Praze
- Jan Reimann – zlatník a klenotník, zejména českého granátového zboží a souprav s perletí
- Václav Němec – pražský zlatník, stříbrník a klenotník
- František Ritter – pražský zlatník, stříbrník a klenotník